# Vienen
«Vienen» es el decimoctavo episodio de la octava temporada de la serie de televisión estadounidense de ciencia ficción The X-Files, y es el episodio 179 en general. El episodio se emitió por primera vez en los Estados Unidos y Canadá el 29 de abril de 2001, en la cadena Fox. Fue escrito por el miembro del personal Steven Maeda, fue dirigido por Rod Hardy y forma parte de la mitología general de la serie. El episodio recibió una calificación Nielsen de 7,4 y fue visto por 11,8 millones de espectadores. «Vienen» recibió críticas mixtas a positivas de los críticos, muchos de los cuales apreciaron que se remonte a la mitología más antigua de The X-Files.
La temporada se centra en los agentes especiales del FBI Dana Scully (Gillian Anderson), su nuevo socio John Doggett (Robert Patrick) y el ex socio de Scully, Fox Mulder (David Duchovny), quienes trabajan en los expedientes X, casos relacionados con lo paranormal. En este episodio, Mulder desobedece las órdenes de mantenerse alejado de los expedientes X y se encuentra varado en una plataforma petrolera en cuarentena con Doggett. Pronto descubren que la tripulación ha sido infectada con aceite negro, un virus extraterrestre que Mulder y Scully han encontrado muchas veces en el pasado. A pesar de que no se agraden, Mulder y Doggett se unen y escapan antes de que los miembros de la tripulación infectados puedan capturarlos y matarlos.
El episodio fue un hito en la serie y presenta la última aparición del aceite negro extraterrestre antes del final de la serie, donde apareció a través de un flashback, un elemento de la trama que juega un papel importante en la serie y en la película de 1998. Los efectos del aceite se crearon utilizando jarabe de chocolate y melaza. El rodaje principal de «Vienen» se llevó a cabo en tres lugares: una plataforma petrolera, una refinería de petróleo y en un set especialmente creado. El título del episodio es una palabra en español, que es la traducción de they come o they are coming, y se ha interpretado como un presagio del arco narrativo de los supersoldados. Los elementos de la trama se han comparado con la antigua figura religiosa y mitológica griega Orfeo.

## Argumento
Simón de la Cruz, un trabajador de una plataforma petrolera en el Golfo de México, apuñala fatalmente a su compañero Ed Dell, el operador de radio. Luego comienza a destruir el equipo de radio de la plataforma, pero se enfrenta a Bo Taylor, cuyo cuerpo comienza a brillar.
En la sede del FBI, el agente especial Fox Mulder (David Duchovny) le cuenta al agente especial John Doggett (Robert Patrick) sobre el asesinato y explica que el noventa por ciento del cuerpo de De la Cruz estaba cubierto con aparentes quemaduras por radiación. Galpex Petroleum, propietaria de la plataforma, atribuye oficialmente las quemaduras a una explosión, pero Mulder sospecha que se trata de aceite negro. Mulder y Doggett conocen al vicepresidente de Galpex, Martín Ortega (Miguel Sandoval), quien les cuenta que la empresa ha descubierto una gran reserva de petróleo en el Golfo de México. El director adjunto Alvin Kersh (James Pickens Jr.) envía a Doggett al Golfo para investigar, pero Mulder ya está presente cuando llega Doggett. Los agentes se encuentran con Taylor, quien afirma que De la Cruz intentó volar la plataforma.
Mientras tanto, la agente especial Dana Scully (Gillian Anderson) encuentra aceite negro en el cráneo de De la Cruz durante una autopsia; el aceite está muerto y parece haber sido irradiado. Ella concluye que él puede haber tenido cierta inmunidad al aceite negro porque es un ciudadano mexicano indígena. Doggett y Mulder encuentran pruebas del aceite negro y ponen en cuarentena la plataforma, pero el amigo de De la Cruz, Diego Garza, no está. Ortega amenaza con traer de vuelta a la tripulación a menos que los agentes puedan proporcionar pruebas de una infección. Doggett y Mulder buscan a Garza quien, como De la Cruz, también tiene herencia nativa americana. Más tarde descubren que alguien ha prendido fuego a la sala de comunicaciones. Mientras los agentes combaten el fuego, Garza ataca a Doggett y lo deja inconsciente. Cuando despierta, Garza, ahora mentalmente inestable, se corta el brazo para comprobar la presencia de aceite negro.
Mientras tanto, Kersh molesto le dice a Scully que está levantando la cuarentena de la plataforma, que ella se ve obligada a obedecer a regañadientes. Scully luego se da cuenta de que De la Cruz es inmune al aceite negro y, debido a eso, sufrió quemaduras por radiación en lugar de infección. Después de hablar con Garza, Doggett se va a buscar a Mulder, pero Taylor lo ataca. Mulder llega y domina a Taylor, y los agentes se atrincheran en la sala de comunicaciones. Intentan transmitir un mensaje mientras la tripulación de la plataforma ataca la puerta. Scully recibe el mensaje y les dice que Kersh ha roto la cuarentena. Mulder destruye la radio de la plataforma para que la tripulación infectada no pueda comunicarse con los extraterrestres. De repente, los tripulantes detienen su ataque y comienzan a sabotear la plataforma, obligando a Doggett y Mulder a saltar antes de que sea destruida. Son rescatados por los helicópteros que Kersh ha enviado para romper la cuarentena. Más tarde, Mulder le informa a Doggett que ha sido despedido del FBI.

## Producción

### Escritura y rodaje

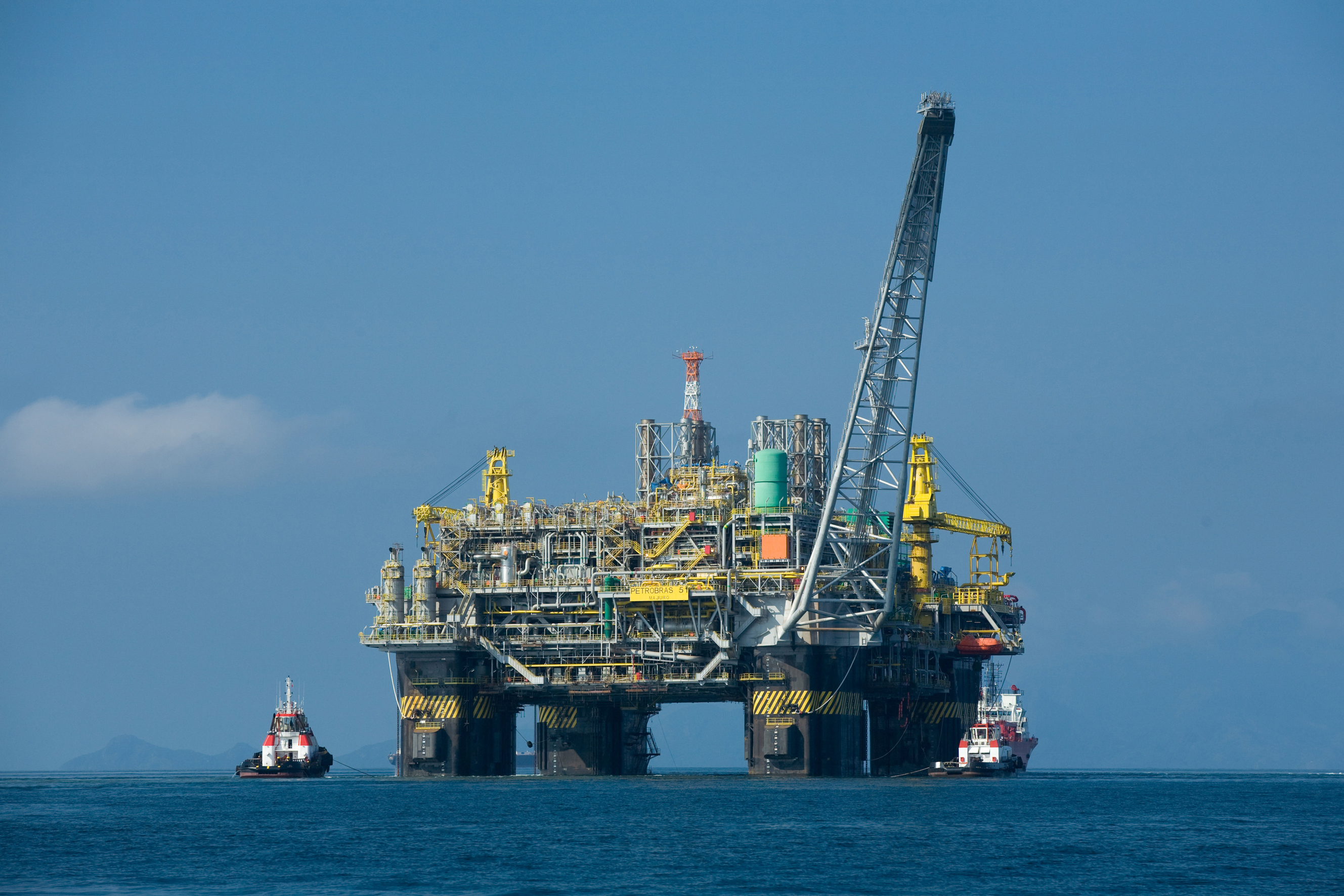
Varias escenas fueron filmadas en una plataforma petrolera en la costa de Santa Bárbara.

«Vienen» fue escrito por Steven Maeda como un vehículo para que Mulder transmitiera el legado de los expedientes X a Doggett. Patrick comparó a Mulder con un coro griego y dijo que el episodio era una «forma de que Mulder le diera su bendición a Doggett y le pasara la batuta de The X-Files». Maeda felicitó a los productores del programa por decidir pasar la división de los expedientes X a Doggett, señalando que estaban «conscientes de lo que estaba pasando en la cabeza de la audiencia». El título, «Vienen», es español; es la tercera persona del plural del presente indicativo de «venir», que en inglés significa they come o they are coming.
El episodio fue dirigido por Rod Hardy, quien dirigió los episodios anteriores de la octava temporada «Roadrunners» y «Salvage». A Hardy se le ofreció el papel después de que un individuo anónimo que trabajaba en The X-Files viera su nueva versión de TBS de la película High Noon. De los tres episodios de la octava temporada que dirigió, Hardy disfrutó más dirigiendo este episodio debido a su adhesión a la mitología de la serie; Más tarde describió el episodio como «X-Files clásico». La octava temporada se filmó fuera de orden; «Vienen» fue el decimosexto episodio producido pero el decimoctavo en emitirse, en gran parte debido a la disponibilidad de Duchovny. Cada episodio de The X-Files generalmente tomaba alrededor de dieciocho días para filmar, incluidos siete días para la preproducción, nueve para el rodaje de la unidad principal y dos para el rodaje de la segunda unidad. «Vienen» se produjo en once días porque el equipo trabajó en turnos de trece a catorce horas.
«Vienen» se filmó en tres lugares: un estudio en Los Ángeles, una refinería de petróleo CENCO cerrada en Santa Fe Springs y una plataforma petrolera en alta mar en el Océano Pacífico frente a la costa de Santa Bárbara. Durante las temporadas anteriores del programa, el gerente de locaciones Ilt Jones tuvo que buscar locaciones después de que se enviaron los guiones. Sin embargo, a partir de la octava temporada, se le permitió participar en varios «espectáculos itinerantes de exploración» para encontrar ubicaciones nuevas e interesantes que pudieran escribirse en guiones. Jones, quien descubrió la plataforma petrolera y la refinería durante su primer viaje de exploración, dijo más tarde que la plataforma petrolera era «su ejemplo favorito» de los lugares que pudo encontrar. Debido a que la plataforma y la refinería se exploraron con anticipación, a Jones se le dieron seis semanas para preparar el rodaje, «muy lejos» de las dos habituales. Este tiempo adicional también ahorró a la serie una cantidad considerable de dinero. La filmación en la plataforma petrolera ocurrió entre el amanecer y el atardecer en un día. El equipo de filmación usó Steadicams para filmar en la plataforma petrolera porque las cubiertas estaban resbaladizas con aceite y, según Hardy, las cámaras «encajaban y se mezclaban bastante bien» en la plataforma.
Los actores principales de la serie debían filmar en tres lugares separados. Las escenas de Anderson se filmaron únicamente en los decorados del programa en Los Ángeles. Dado que su personaje no acompañó a Mulder y Doggett, Anderson no tuvo escenas con Patrick y Duchovny, a excepción de la secuencia de apertura que tiene lugar en la oficina de Kersh. La mayoría de las escenas de Patrick y Duchovny se filmaron en la plataforma petrolera y en la refinería, aunque varias escenas clave, incluida la destrucción de la plataforma petrolera, se filmaron en el set del programa en Los Ángeles. Patrick y Duchovny volaron entre los tres lugares. Otras escenas fueron filmadas en el estudio. Al diseñador de producción Corey Kaplan se le encomendó la tarea de recrear la sala de control, el comedor y algunas secciones operativas de la plataforma petrolera, lo que requería «una sinergia brillante entre todos los departamentos [de la serie]» para unirse. La escena en la que la plataforma petrolera estalla en llamas se creó en el estudio en el set de la plataforma simulada. El decorado estaba hecho de madera, lo que supuso un desafío único para el departamento de arte, ya que tenían que hacer que pareciera que el fuego estaba derritiendo acero.

### Efectos especiales

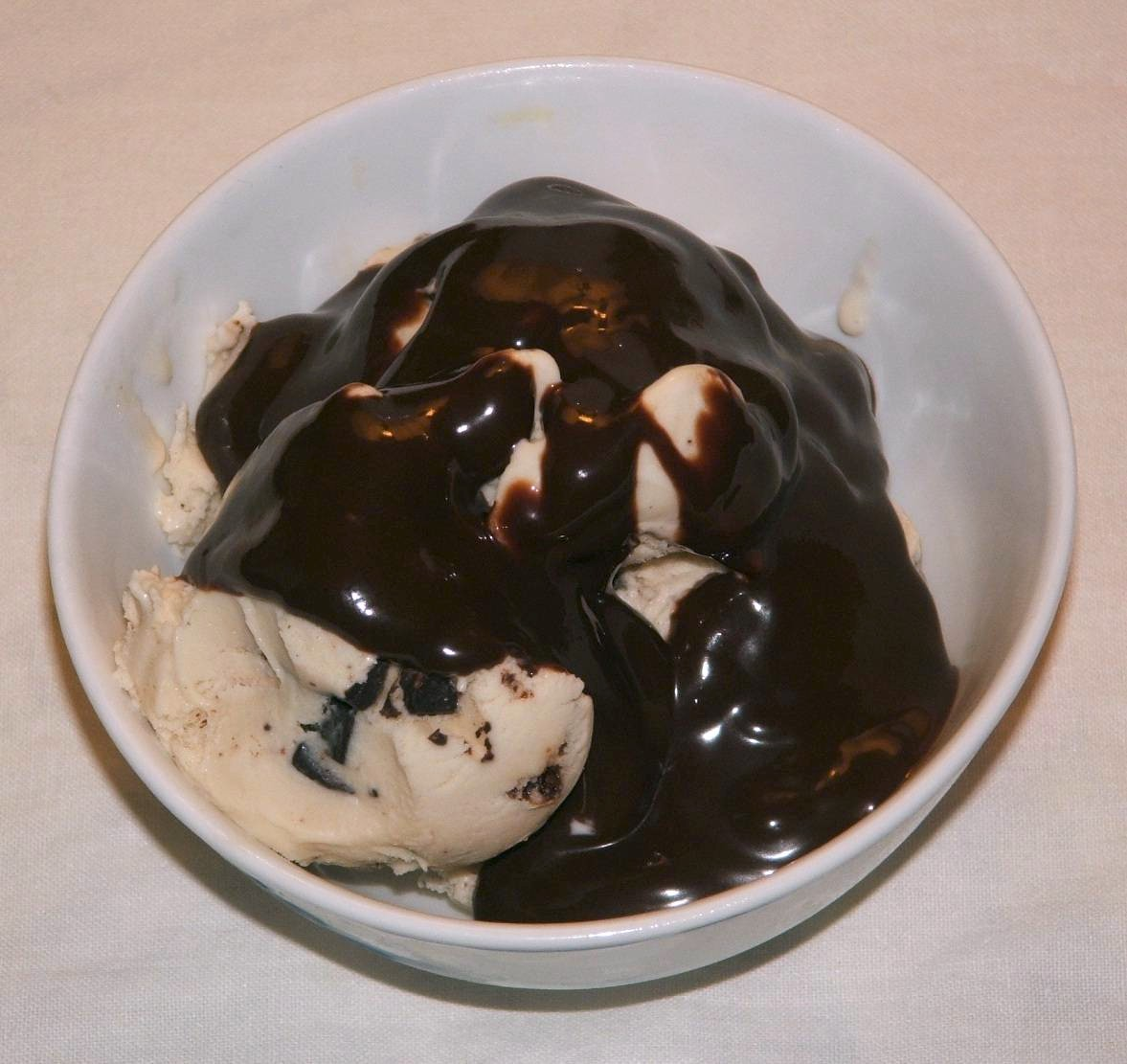
Se utilizó jarabe de chocolate y melaza para el efecto visual del aceite negro.

La escena en la que Mulder y Doggett acuerdan saltar desde la plataforma petrolera, filmada de una manera que evoca una escena similar en la película de 1969 Butch Cassidy and the Sundance Kid, fue filmada con Patrick y Duchovny saltando frente a una pantalla verde. Luego se filmaron imágenes separadas de la explosión de la plataforma, creadas mediante la combinación de tomas reales de la plataforma con CGI, y las dos tomas se compusieron una encima de la otra.
El episodio contó con la penúltima aparición del aceite negro extraterrestre; aparecería por última vez a través de un flashback en el final de la serie. Los efectos visuales para el aceite negro se crearon combinando melaza y jarabe de chocolate con imágenes generadas por computadora (CGI). Se necesitaron nueve tomas para la escena en la que el aceite negro sale de los ojos, los oídos y la boca de un trabajador, ya que la mezcla almibarada no se derramaba correctamente.

## Temas
Michelle Bush, en su libro Myth-X, señaló que la plataforma petrolera se llama «Galpex-Orpheux», una referencia a la antigua figura religiosa y mitológica griega Orfeo, quien fue un legendario músico, poeta y profeta. Según el mito, la esposa de Orfeo, Eurídice, pisó una víbora, fue mordida y murió instantáneamente. Hades, el dios del inframundo, después de escuchar la música conmovedora de Orfeo, le permitió a Orfeo recuperar el alma de su esposa con una condición: no debe mirarla hasta que los dos hayan salido a salvo del inframundo. Orfeo falla y el alma de su esposa regresa al inframundo. Bush comparó el canto de otro mundo de Orfeo con la «señal de banda ancha que es el catalizador de los eventos en la plataforma». En el episodio, Mulder, Doggett y los dos indios Huecha «causan estragos» debido a su miedo, y el «aceite negro vuelve al inframundo».
Con respecto al título del episodio, Bush argumentó que, dado el significado de la palabra «vienen», el episodio no explica quiénes son los que «vienen». Ella escribió que el verbo podría referirse a «los extraterrestres» que planean colonizar la Tierra o a «los humanos que están perturbando el aceite negro». Douglas Kellner, en su libro Media Spectacle, escribe que, debido a que el episodio alude al arco argumental de la serie de los supersoldados (un hilo argumental al que se había hecho referencia anteriormente en el episodio de la octava temporada «This Is Not Happening» y que se exploraría en gran medida cerca del final de la octava temporada del programa y durante su novena), es probable que el título se refiera al inevitable ataque de estos guerreros extraterrestres.

## Recepción

### Emisión y audiencia
«Vienen» se estrenó en la televisión estadounidense el 29 de abril de 2001. Recibió una calificación Nielsen de 7,4, lo que significa que fue visto por aproximadamente el 7,4% de los hogares estadounidenses y fue visto por 11,8 millones de espectadores en general. El 4 de noviembre de 2003, el episodio fue lanzado como parte del DVD de la octava temporada. «Vienen» más tarde se incluyó en The X-Files Mythology, Volume 4 - Super Soldiers, una colección de DVD que contiene entregas relacionadas con la saga de los supersoldados extraterrestres.
El elenco y la trama del episodio inicialmente resultaron controvertidos cuando, a principios de 2001, los activistas hispanos se quejaron de la representación a menudo negativa de los latinos en la televisión, particularmente en el episodio de Law & Order «Sunday in the Park with Jorge». A su vez, las principales emisoras firmaron acuerdos que crearon un jefe de diversidad en cada cadena. Cuando se anunciaron el título y la sinopsis del episodio, a algunos activistas les preocupaba que propagara aún más los estereotipos negativos.

### Reseñas
Michael Liedtke y George Avalos del Contra Costa Times estaban complacidos con el episodio y escribieron: «El último episodio también contenía muchos de los elementos de un episodio de mitología clásica. Había mucho en juego y los héroes enfrentaron los mayores peligros. El uso de la plataforma petrolera creó una sensación de aislamiento para Mulder y Doggett, y los niveles de paranoia estaban por las nubes. Todavía no podemos entender por qué no hemos visto más episodios como “Vienen” durante las últimas tres temporadas». Jessica Morgan de Television Without Pity otorgó al episodio una «B–». Tom Kessenich, en su libro Examinations, le dio a «Vienen» una crítica positiva y escribió, «después de ver “Vienen”, puedo decir honestamente que, una de las pocas veces en esta temporada, me sentí bien de ser fanático de X-Files nuevamente». Kessenich elogió el desarrollo significativo en la relación de Mulder y Scully y el regreso de la «versión de la cuarta temporada» del aceite negro; la película de 1998 había alterado dramáticamente la naturaleza de la sustancia: los anfitriones infectados gestan extraterrestres dentro de sus cuerpos en lugar de simplemente ser poseídos.
Emily VanDerWerff de The A.V. Club nombró el episodio como uno de los «10 episodios imperdibles» de The X-Files, y escribió que «abruptamente hace que la historia de la conspiración extraterrestre de la serie vuelva a ser relevante». Su reseña concluye: «es un buen ejemplo de un programa que ha pasado sus días de gloria, sin embargo, encuentra la manera de volver a ser relevante». Más tarde, en otra reseña, VanDerWerff le otorgó al episodio una «A−» y elogió, además de su versión refrescante de la mitología extraterrestre, la ubicación del episodio, y señaló que el «aislamiento y el estado de isla artificial de la plataforma petrolera era definitivamente el tipo de lugar que se vería y se sentiría diferente de cualquier otro episodio del programa». También aplaudió la dinámica entre Mulder y Doggett, y escribió que el episodio con éxito fue una forma de que «David Duchovny y Fox Mulder pasaran la antorcha a Robert Patrick y John Doggett».
No todas las críticas fueron positivas. Robert Shearman y Lars Pearson, en su libro Wanting to Believe: A Critical Guide to The X-Files, Millennium & The Lone Gunmen, calificaron el episodio con dos estrellas de cinco y escribieron que el regreso de la entrega a la mitología del aceite negro parecía «fuera de lugar». También escribieron que Mulder y Doggett son «buenos para huir, lo que no les da mucha dignidad a ninguno de los dos». Paula Vitaris de Cinefantastique le dio al episodio una crítica negativa y le otorgó una estrella y media de cuatro. Ella escribió, «como acción y aventura, “Veinen” es regular. Excepto por la gran explosión “costosa” al final, no explota las posibilidades de la ubicación física». Meghan Deans de Tor.com finalmente concluyó que «si bien “Vienen” trabaja duro para alcanzar sus objetivos, un villano clásico, una batalla de tipos, no puede estar a la altura de todo lo que ha venido antes». Ella supuso que «la transferencia [de Mulder a Doggett] es funcional, pero la transferencia es hueca». Sin embargo, aplaudió el regreso del aceite negro.